# Ivikens gruva

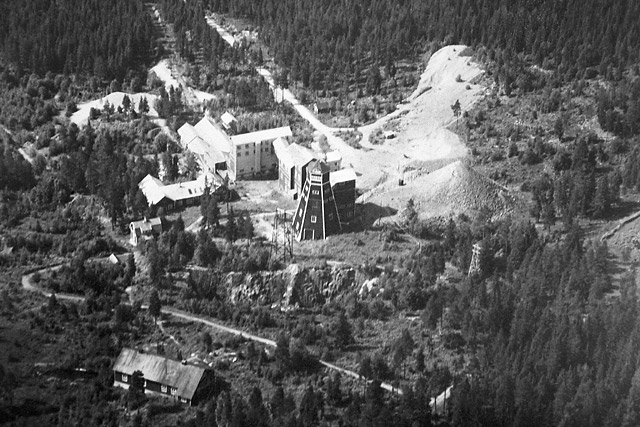
Flygbild över gruvområdet i Iviken 1928.
Foto: Oscar Bladh.

Ivikens gruva (även känd som Långgruva) ligger strax väst om byn Ickorrbotten, cirka tre kilometer norr om Ludvika. Brytningen av ”Ideviksmalmen” kom igång på allvar i och med att Ludvika kronobruk började sin verksamhet på 1550-talet. Verksamheten lades ned 1979 samtidigt med gruvan i Håksberg. De ruiner, som finns kvar idag, är lämningar efter den gruvanläggning som Grufaktiebolaget Stark lät bygga på 1910-talet. Gruvområdet är ett fornminne med RAÄ-nummer Ludvika 172:2.

## Historik

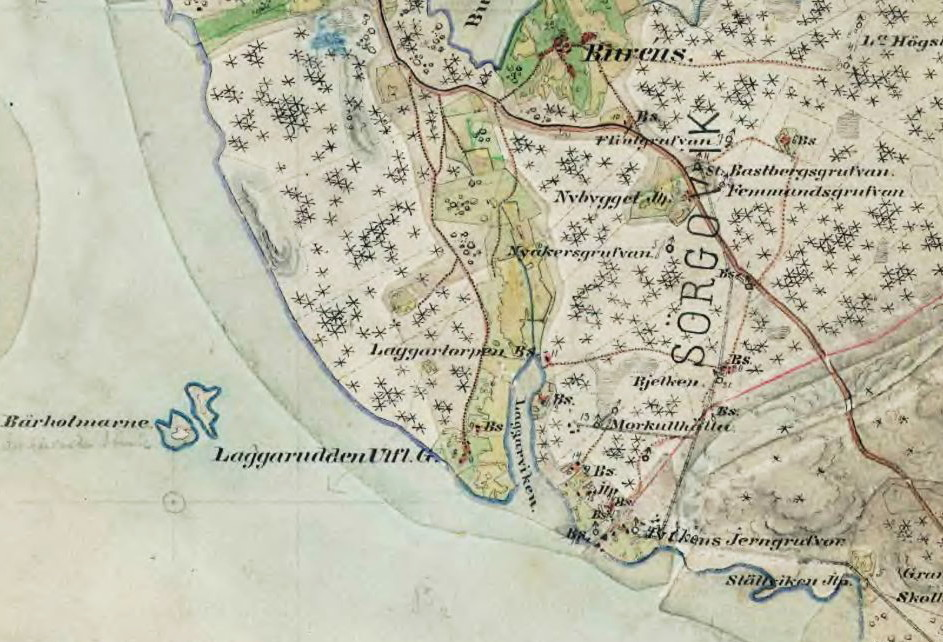
"Ivikens Jerngruvor" på Häradsekonomiska kartan 1866.

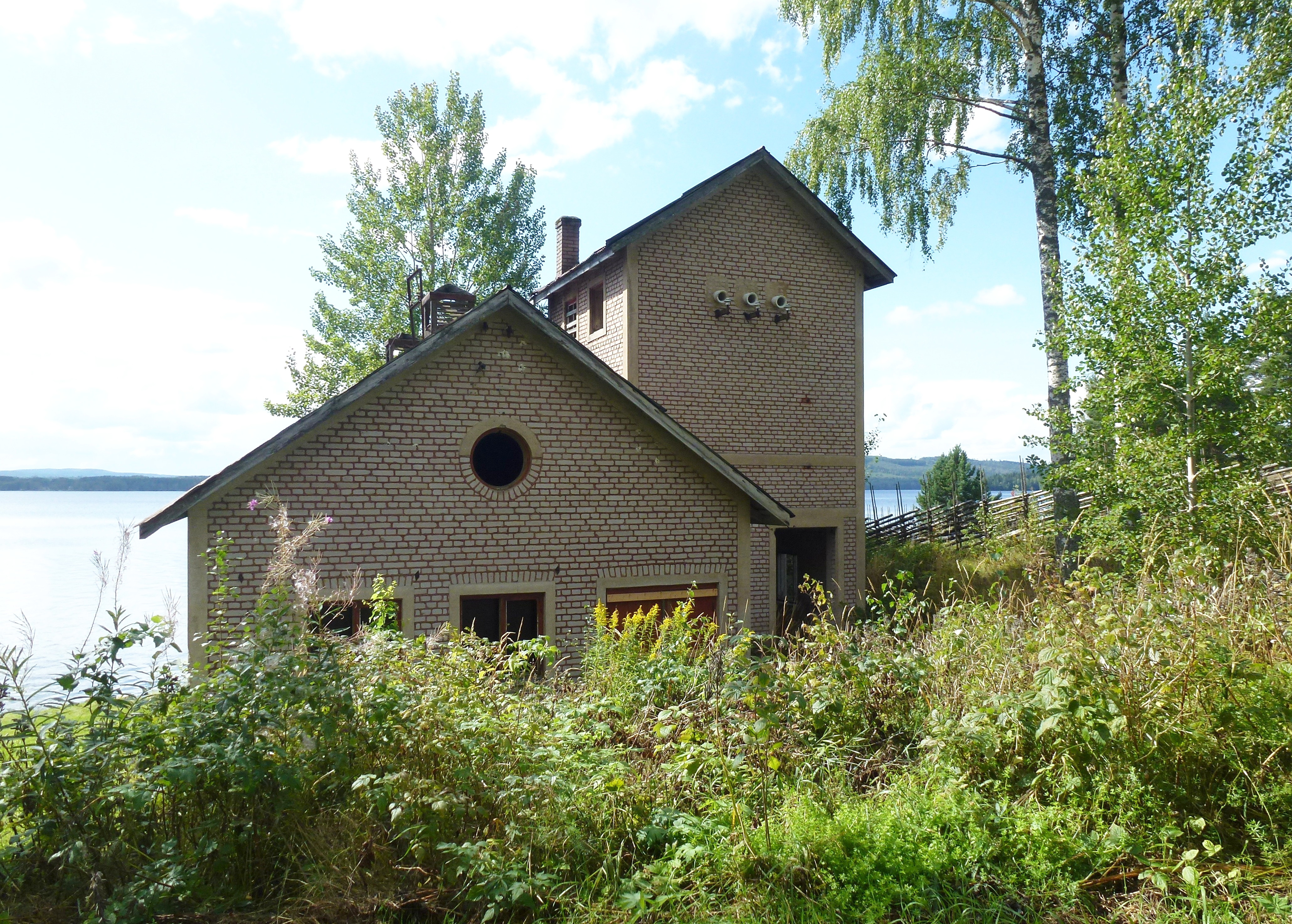
Laggaruddens pumpstation, 2014.

Vid Iviken, en mindre vik av sjön Väsman strax väster om Ludvika, pågick gruvdrift redan på 1400-talet. Malmfyndigheten ingår i det långsträckta Håksbergsfältet med bland annat Källbottens, Ickorrbottens och Lekombergs gruvor. 
På 1550-talet anlades kronobruket Ludvika bruk, som fick malm från Ideviksgruvorna. Denna "Ideviksmalm" förekom sedan i princip årligen i fogderäkenskaperna för Ludvika kronohytta åren 1580-1590. Från 1701 fram till 1711 ägde brytning av kopparmalm rum. Mellan åren 1858 och 1902 bröts 165 634 ton järnmalm ur gruvorna och mellan 1908 och 1918 redovisas 571 035 ton brutet berg ur gruvorna. På 1910-talet uppförde Grufaktiebolaget Stark lave och anrikningsverk i Iviken. År 1918 lades driften av gruvorna i Iviken ned.  
År 1937 förvärvades Gruv AB Stark tillsammans med Ickorrbottens Gruv AB och Håksbergs Nya Gruv AB av ett tyskt konsortium bestående av Hoesch AG, Friedrich Krupp AG och Gutehoffnungshütte. Fyra år senare länspumpades Ivikens gruvor och driften återupptogs. Malmen gick då till tysk krigsindustri. Snart upprättades även en ortförbindelse med Ickorrbottengruvan och all malm utfraktades och uppfordrades därefter i Ickorrbotten- och senare tillsammans med annan bruten malm från Håksbergsfältet.
Efter andra världskriget kom Håksbergs Nya Gruv AB, som var en av de så kallade Tyskgruvorna, att administreras av Flyktkapitalbyrån. På 1950- och 1960-talen genomfördes omfattande till- och ombyggnader vid Ickorrbotten. Från och med januari 1965 arrenderades gruvorna i Håksbergsfältet av Stora Kopparbergs Bergslags AB och 1969 köpte företaget anläggningen. År 1973 påbörjades vid Ivikenfältet drivning av en snedbana från dagen. År 1978 över gick Håksbergsgruvorna till SSAB, som lade ner driften den 21 december 1979. Gruvan började vattenfyllas sedan pumparna togs bort år 1981.
I småorten Laggarudden vid sjön Väsman står ännu byggnaden för Ivikens pumpstation. Huset är uppfört i gråvit kalksandsten från Ludvika tegelbruk som existerade mellan 1903 och 1950. Liknande tegel användes för Lekombergs kraftcentral, byggd mellan 1911 och 1912. Pumphuset i Laggerudden härrör från ungefär samma tid och hade till uppgift att förse anrikningsverket i Iviken med vatten. Pumpen drevs av elektricitet som överfördes via en luftledning förmodligen från gruvområdet.

## Nutida bilder

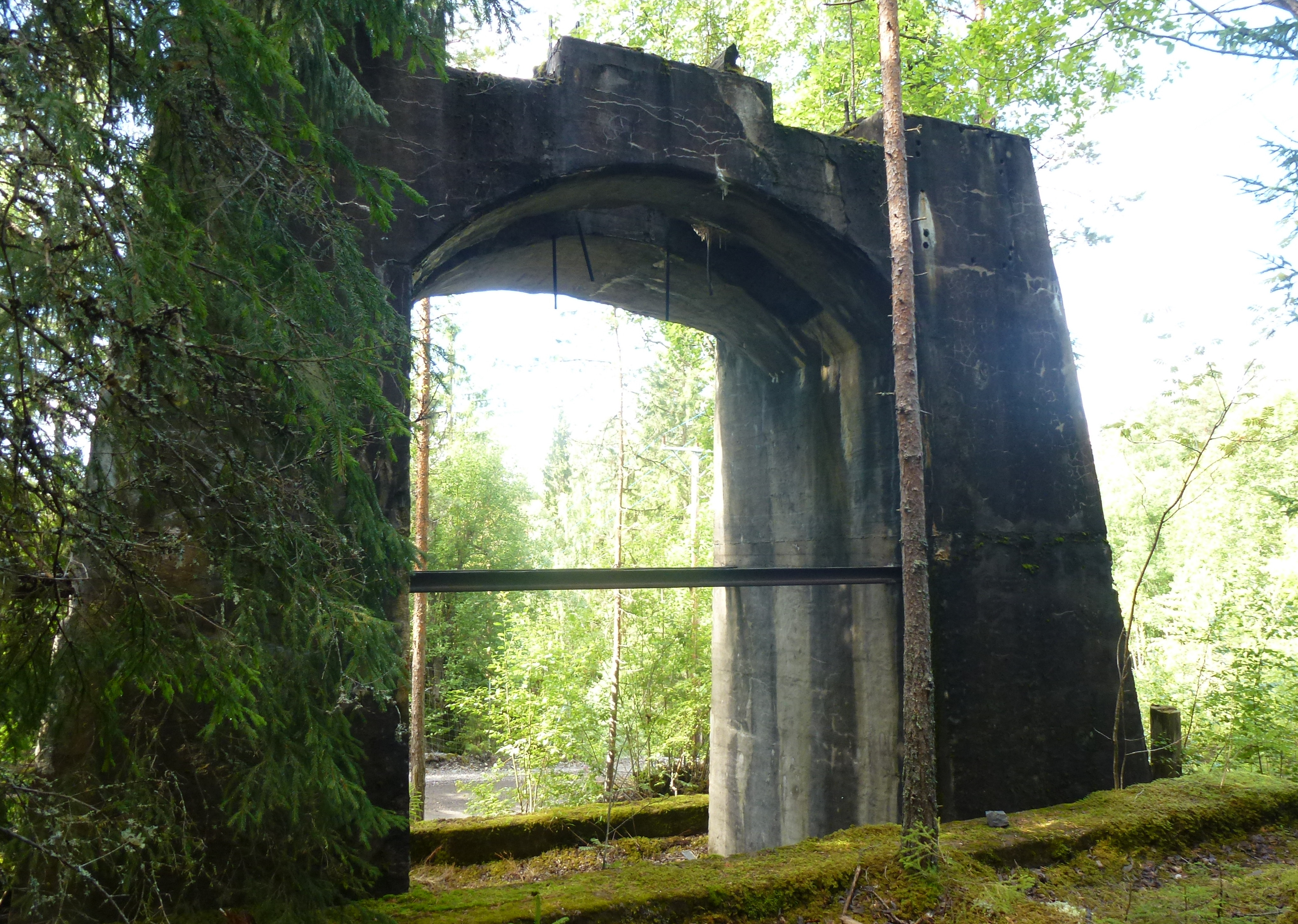
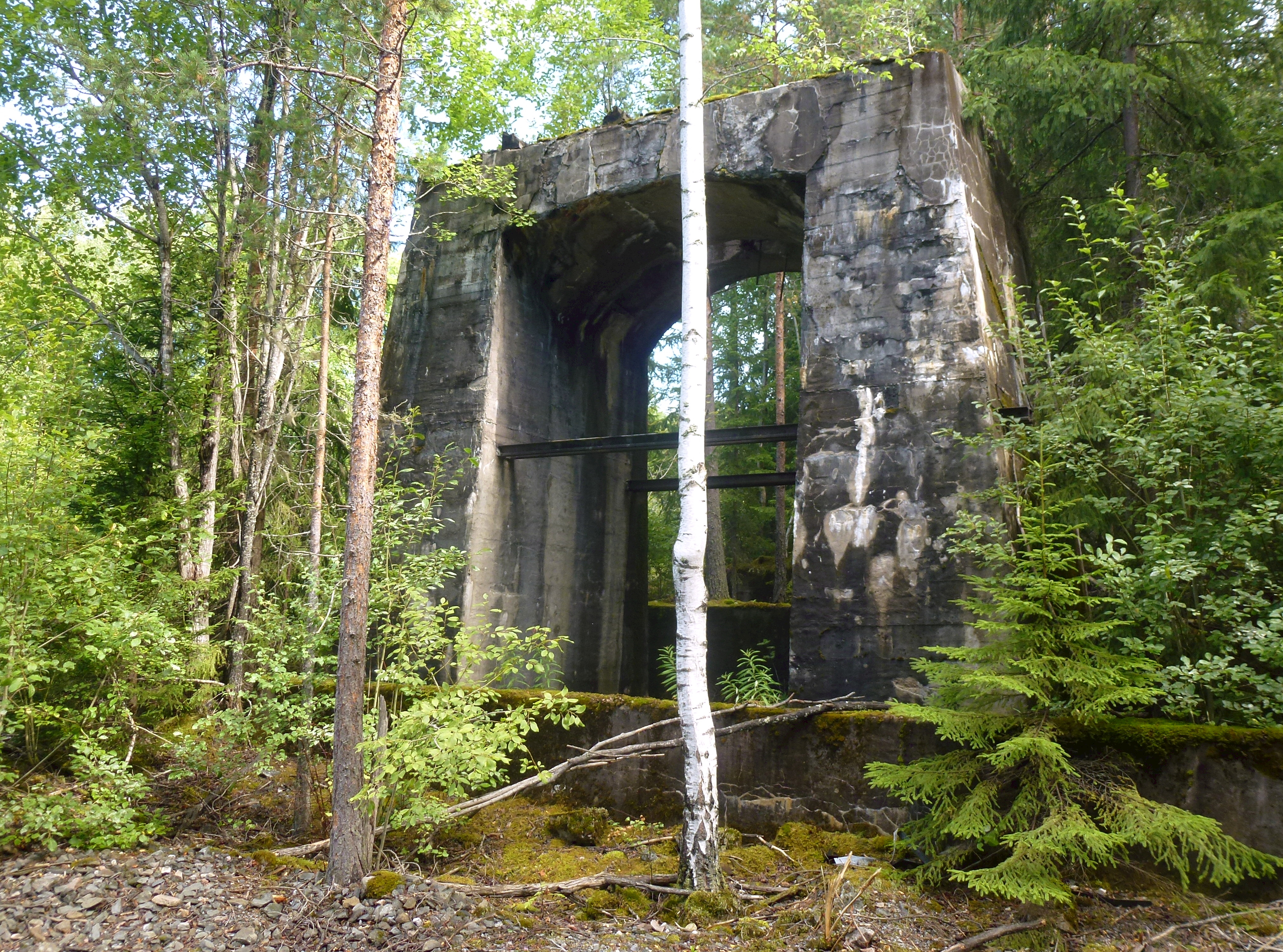
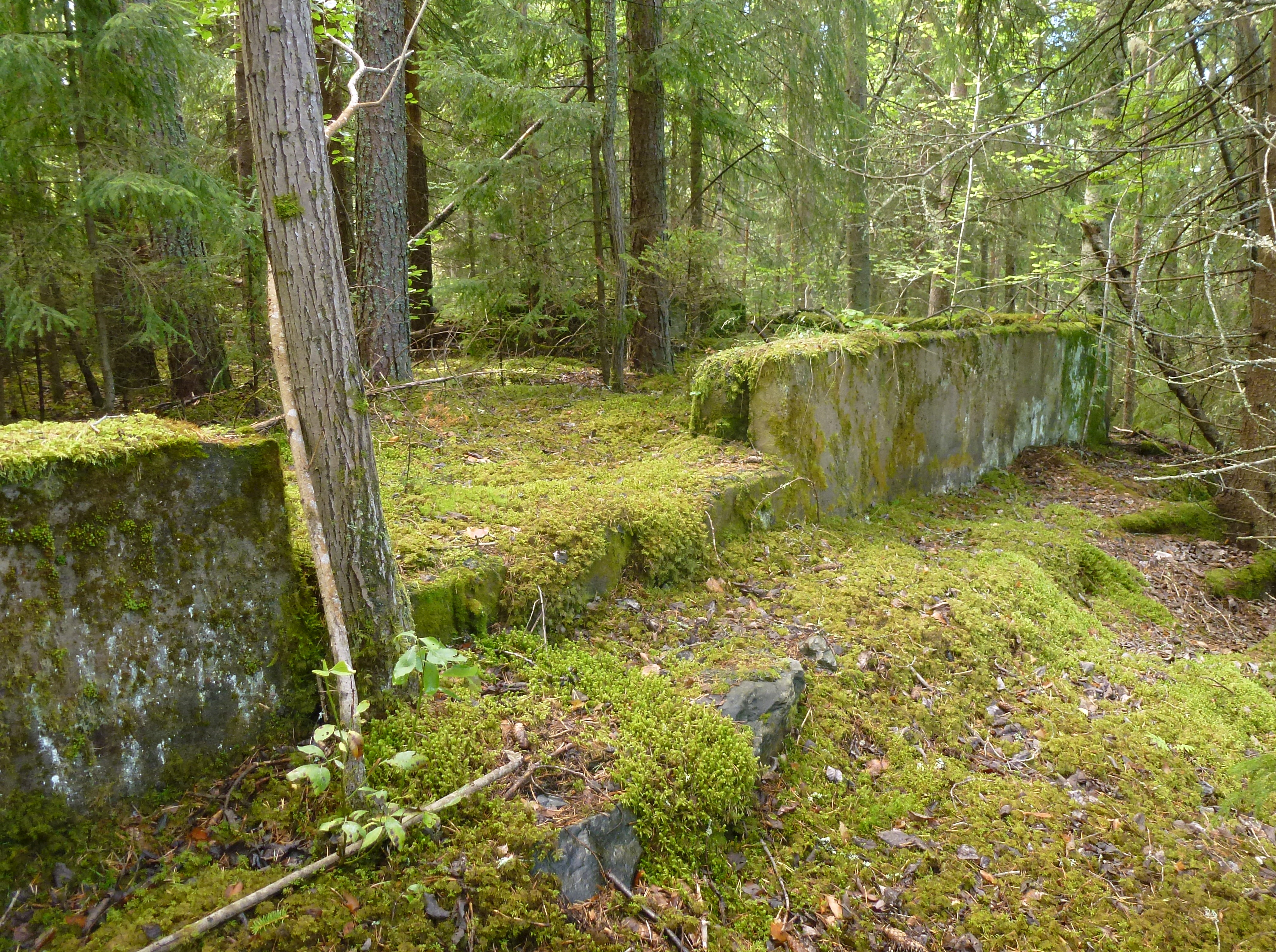
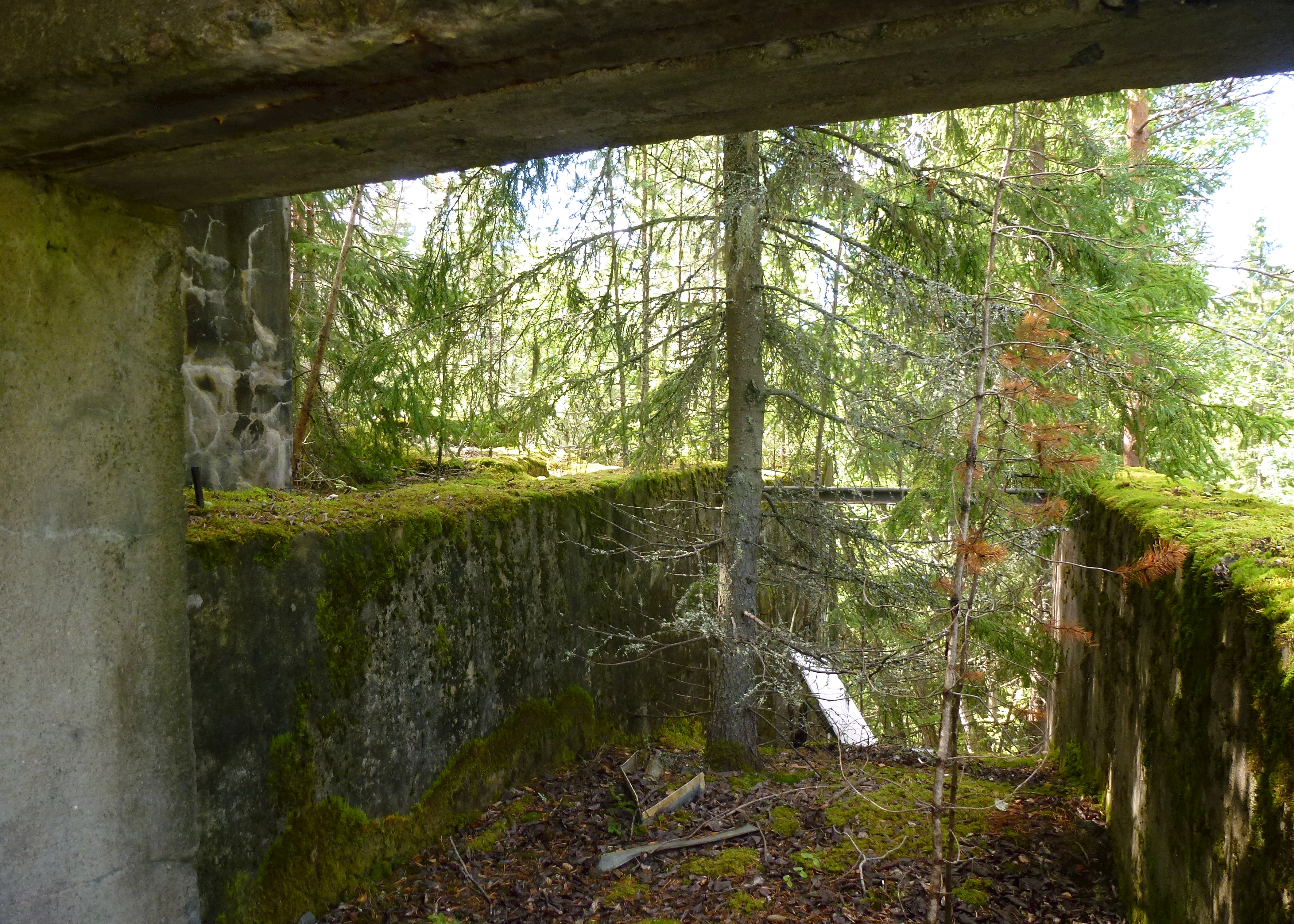